# Fossombrone
Fossombrone és una ciutat d'Itàlia a la regió de les Marques, a la província de Pesaro i Urbino amb 10.000 habitants.
Fou l'antiga Forum Sempronii de l'època romana, però la ciutat romana era una mica a l'est de l'actual Fossombrone.
Després de pertànyer als ostrogots va ser conquerida pels romans d'Orient i inclosa a l'Exarcat de Ravenna, dins de la Pentàpolis Annonària que comprenia Urbino, Cagli, Gubbio i Jesi. L'antiga ciutat fou destruïda pels llombards el segle viii i els habitants van construir una nova ciutat que fou feu del Papa des del 754 fins almenys el 999; al segle xi fou seu d'uns comtes però va tornar al papa al segle xii, el qual vers el 1210 la va cedir a Azzo VI Este i aquests senyors la van governar fins al 1228 quan la van subinfeudar als bisbes locals. Quasi un segle després el Papa la va concedir en feu als Malatesta (Ferrantino i Pandolf Malatesta se'n havien apoderat el 1304) que la van posseir fins al 1444 quan Galeoto Malatesta de Pesaro la va vendre al Frederic III Montefeltro al que va succeir el seu fill Guidobald I Montefeltro fins al 1508 en què la família es va extingir i va passar per herència a un nebot anomenat Francesc Maria della Rovere. En el període dels Montefeltro es van construir les tres corts ducals (Alta, Baixa, vermella), el palazzo vescovile (Palau del bisbe), el palazzo comunale, l'església de San Filippo i importants edificis privats.
La família della Rovere es va extingir el 1631 i el ducat d'Urbino del que formava part va passar al papa. Es va mantenir sota domini del Papa fins al 1860 en què fou incorporada a Itàlia (amb l'excepció de l'ocupació francesa durant el període napoleònic)

## Fills il·lustres
- Ottaviano Petrucci (1466-1539) impressor.
- Francesco Spinaccino (segle xvi) compositor i concertista de llaüt.
- Mario Tozzi (1895-1979), pintor